# لتچفورد، انتاریو
لتچفورد، انتاریو (به انگلیسی: Latchford, Ontario) یک منطقهٔ مسکونی در کانادا است که در بخش تیمیسکیمینگ واقع شده‌است. لتچفورد ۳۸۷ نفر جمعیت دارد و ۲۸۹ متر بالاتر از سطح دریا واقع شده‌است.